# Portfolio (teczka)
Portfolio – wieloznaczne określenie zbioru dokonań osoby fizycznej bądź prawnej, zwykle dotyczącego pracy twórczej, rzemiosła bądź sztuki. 
Terminem tym można określić:
- fizyczną prezentację osiągnięć danego podmiotu w formie fizycznej lub cyfrowej,
- rozwój i przebieg kariery danej osoby w abstrakcyjnym bądź eufemistycznym tego słowa znaczeniu

## Znaczenie
Portfolio w formie fizycznej jest kreowane przez twórców, mogących naocznie pochwalić się swoimi dotychczasowymi osiągnięciami, z wykorzystaniem np. teczki, segregatora, strony internetowej, czy w formie pliku multimedialnego, gdzie próbki, przykłady i wizerunki wykonanych prac stanowią zarówno materiał promocyjny, jak i podstawę do oceny umiejętności danej osoby, jej zdolności do pracy na danym stanowisku lub wykonania danego zadania. Może pełnić on rolę swoistego CV, bądź być jego załącznikiem.
Zwykle tyczy się to:
- twórców prac technicznych i inżynieryjnych np. w sferze budowlanej, remontowej oraz instalacyjnej i architektonicznej,
- rzemieślników i pracowników tworzących dzieła o specjalnym zastosowaniu, w formie fizycznej bądź cyfrowej,
- artystów użytkowych w sferze fotografii, muzyki, kinematografii czy modelingu,
- artystów sztuk wyższych z dziedziny malarstwa, rzeźbiarstwa, plastyki, bądź sztuk wcześniej wymienionych

### Portfolio w modelingu
Modelki oraz modele muszą również posiadać portfolio, jeśli chcą wziąć udział w castingu. Z reguły wymagane są przynajmniej dwa zdjęcia portretowe, w tym – jedno uśmiechnięte, a drugie poważnie. W portfolio modelki lub modela nie może zabraknąć również zdjęć sylwetki.